# Bialskie Siodło
Przełęcz Bialskie Siodło – przełęcz na wysokości 1100 m n.p.m. w południowo-zachodniej Polsce w Górach Bialskich w Sudetach Wschodnich.

## Położenie
Przełęcz, położona na granicy polsko-czeskiej, w południowo-wschodniej części Gór Bialskich w Sudetach Wschodnich, około (5,6) km, na południowy wschód od wioski Bielice.

## Charakterystyka
Jest to mało znacząca przełęcz górska na obszarze Śnieżnickiego Parku Krajobrazowego. Przełęcz stanowi wyraźne, szerokie siodło płytko wcinające się w podłoże z skał metamorficznych, łupków łyszczykowych i gnejsów gierałtowskich, między wzniesienia Brusek po północno-wschodniej stronie i wzniesienia Postawna, Travná hora po południowo-zachodniej stronie,wznoszących się w grzbiecie odchodzącym na południowy zachód od Smrka. Przełęcz charakteryzuje się obszerną prawie poziomą powierzchnią oraz łagodnymi symetrycznymi zboczami i stromymi podejściami schodzącymi w kierunku dolin. Najbliższe otoczenie przełęczy zajmuje niewielka słabo zalesiona polana porośnięta borówką brusznicą i borówką czarną. W obrębie przełęczy rosną skarłowaciałe resztki pierwotnego lasu świerkowego. Niższe partie przełęczy porasta w większości naturalny las świerkowy regla dolnego z domieszką drzew liściastych a w partiach szczytowych regla górnego.

## Turystyka
Przełęcz nie jest oznakowana i do przełęczy nie prowadzi żaden znakowany szlak turystyczny.
Poniżej szczytu po czeskiej stronie prowadzi szlak turystyczny:
- zielony –szlak turystyczny prowadzący z czeskiej miejscowości Branná, przechodzi wschodnim zboczem w odległości około 400 metrów od wierzchołka.
- Do przełęczy dochodzi się wzdłuż granicy państwa, wąskim pasem pozbawionym drzew od strony Przełęczy u Trzech Granic, lub leśną ścieżką od strony czeskiej od zielonego i niebieskiego szlaku turystycznego.
- Przełęcz położona jest na płaskim słabo zalesionym terenie i nie stanowi punktu widokowego.
- W bliskiej odległości od najniższego punktu przełęczy stoi słupek graniczny nr III/44/6.